# Борба на летните олимпийски игри 2012
Състезанието по борба на Летните олимпийски игри (2012) в Лондон се провежда от 5 до 12 август 2012 г.
Разделено е на 2 дисциплини – свободен стил и класически стил, които, от своя страна, са разделени на подкатегории според теглото на участниците. Мъжете се състезават в двете дисциплини, докато жените се състезават само в свободния стил. Раздадени са 18 комплекта медали.

## Формат на състезанието
19 мъже или 18 жени се състезават във всяка дивизия, плюс 6 други разпределени от страната домакин или от тройна комисия. За да се достигне възможно най-близкото идеално число, в случая 16, позволяващо прилагане на системата за директна елиминация, се провеждат квалификационни срещи. След квалификационните срещи се провеждат директни елиминации, докато се определят финалистите, които ще се състезават за златото и среброто. Двете групи борци, които са победени съответно от двамата финалиста, участват в репешажни срещи, като двамата спечелили репешажните срещи от двете групи печелят бронзов медал.

## График на надпреварата
Всички часове са с българско лятно часово време (UTC+3)

### Класически стил мъже
| Дата                 | Час           | Състезание                                                                  |
| -------------------- | ------------- | --------------------------------------------------------------------------- |
| 5 август, неделя     | 15:00 – 17:45 | 55 кг. и 74 кг. – квалификации; 1/8 финали; 1/4 финали; 1/2 финали          |
| 5 август, неделя     | 19:45 – 22:15 | 55 кг. и 74 кг. – репешажи, финали                                          |
| 6 август, понеделник | 15:00 – 17:45 | 60 кг., 84 кг. и 120 кг. – квалификации; 1/8 финали; 1/4 финали; 1/2 финали |
| 6 август, понеделник | 19:45 – 22:15 | 60 кг., 84 кг. & 120 кг. репешажи, финали                                   |
| 7 август, вторник    | 15:00 – 17:45 | 66 кг. и 96 кг. – квалификации; 1/8 финали; 1/4 финали; 1/2финали           |
| 7 август, вторник    | 19:45 – 22:15 | 66 кг. и 96 кг. репешажи, финали                                            |

### Свободен стил жени
| Дата                | Час           | Състезание                                                         |
| ------------------- | ------------- | ------------------------------------------------------------------ |
| 8 август, сряда     | 15:00 – 17:45 | 48 кг. и 63 кг. – квалификации; 1/8 финали; 1/4 финали; 1/2 финали |
| 8 август, сряда     | 19:45 – 22:15 | 48 кг. и 63 кг. репешажи, финали                                   |
| 9 август, четвъртък | 15:00 – 17:45 | 55 кг. и 72 кг. – квалификации; 1/8 финали; 1/4 финали; 1/2 финали |
| 9 август, четвъртък | 19:45 – 22:15 | 55 кг. и 72 кг. репешажи, финали                                   |

### Свободен стил мъже
| Дата              | Час           | Състезание                                                                |
| ----------------- | ------------- | ------------------------------------------------------------------------- |
| 10 август, петък  | 15:00 – 17:45 | 55 кг. и 74 кг. – квалификации; 1/8 финали; 1/4 финали; 1/2 финали        |
| 10 август, петък  | 19:45 – 22:15 | 55 кг. и 74 кг. репешажи, финали                                          |
| 11 август, събота | 15:00 – 17:45 | 60 кг., 84 кг. и 120 кг. квалификации; 1/8 финали; 1/4 финали; 1/2 финали |
| 11 август, събота | 19:45 – 22:15 | 60 кг., 84 кг. и 120 кг. репешажи, финали                                 |
| 12 август, неделя | 10:30 – 13:15 | 66 кг. и 96 кг. квалификации; 1/8 финали; 1/4 финали; 1/2 финали          |
| 12 август, неделя | 14:45 – 17:15 | 66 кг. и 96 кг репешажи, финали                                           |

## Квалификации
Състезанието по борба за олимпийските игри през 2012 ще включва 344 атлети. Всяка страна състезателка ще има право да влезе с максимум 18 състезатели. Три места са запазени за Великобритания като страна домакин, а други три места с покани ще бъдат определени от тройна комисия. Останалите 338 места ще бъдат разпределени чрез квалификации, в които атлетите, спечелили квота, се класират за съответната страна. Ако състезател от страната домакин спечели квота от квалификационен турнир, съответното запазено място ще бъде свободно и ще се определи от тройната комисия.

### Квалификационни турнири
| Състезание                            | Дата                   | Място                 |
| ------------------------------------- | ---------------------- | --------------------- |
| Световно първенство по борба 2011     | 12 – 18 септември 2011 | Истанбул, Турция      |
| Първенство на Африка и Океания        | 16 – 18 март 2012      | Казабланка, Мароко    |
| Първенство на Америка                 | 23 – 25 март 2012      | Орландо, Флорида, САЩ |
| Първенство на Азия                    | 30 март – 1 април 2012 | Алмати, Казахстан     |
| Първенство на Европа                  | 20 – 22 април 2012     | София, България       |
| Първи световен квалификационен турнир | 27 – 29 април 2012     | Тайюен, Китай         |
| Втори световен квалификационен турнир | 4 – 6 май 2012         | Хелзинки, Финландия   |

### Свободен стил мъже

#### 55 кг.
| Състезание                            | Квоти | Класирани |
| ------------------------------------- | ----- | --- |
| Световно първенство по борба 2011     | 6     | Виктор Лебедев (Русия) Радослав Великов (България) Даулет Нязбеков (Казахстан) Хасан Рахими (Иран) Михран Джабурян (Армения) Ник Симонс (САЩ) |
| Първенство на Африка и Океания        | 2     | Ибрахим Фараг (Египет) Сем Шилимела (Намибия)                                                                                                 |
| Първенство на Америка                 | 2     | Давид Тремблай (Канада) Брандън Ескобар (Хондурас)                                                                                            |
| Първенство на Азия                    | 2     | Амит Комар (Индия) Шиничи Ямото (Япония) |
| Първенство на Европа                  | 2     | Владимир Хинчигашвили (Грузия) Ахмед Пекер (Турция)                                                                                           |
| Първи световен квалификационен турнир | 3     | Янг Кионг (Северна Корея) Дишолд Мансуров (Узбекистан) Ким Жин-Чеул (Южна Корея)                                                              |
| Втори световен квалификационен турнир | 2     | Баяраагийн Наранбаатар (Монголия) Николай Ноев (Таджикистан)                                                                                  |
| Поканени / Страна домакин             | 0     | --- |
| Общо                                  | 19    | |

#### 60 кг.
| Състезание                            | Квоти | Класирани |
| ------------------------------------- | ----- | --- |
| Световно първенство по борба 2011     | 6     | Бешик Кудухов (Русия} Франклин Гомес (Пуерто Рико) Кеничи Юмото (Япония) Даурен Жумагазиев (Казахстан) Дидие Паис (Франция) Малхаз Заркуа (Грузия) |
| Първенство на Африка и Океания        | 2     | Хасан Медани (Египет) Фарзад Тараш (Австралия) |
| Първенство на Америка                 | 2     | Яулис Боне (Куба) Гилермо Торес (Мексико) |
| Първенство на Азия                    | 2     | Масуд Жоубари (Иран) Йогешвар Дут (Индия) |
| Първенство на Европа                  | 2     | Тогрул Асгаров (Азербайджан) Анатолий Гуйдя (България)                                                                                             |
| Първи световен квалификационен турнир | 3     | Ри Джонг-Мьонг (Северна Корея) Лий Сънг-Чул (Южна Корея) Шон Бънч (САЩ)                                                                            |
| Втори световен квалификационен турнир | 2     | Васил Федоришин (Украйна) Тим Шлайхер (Германия)                                                                                                   |
| Поканени / Страна домакин             | 0     | --- |
| Общо                                  | 19    | |

#### 66 кг.
| Състезание                            | Квоти | Класирани |
| ------------------------------------- | ----- | --- |
| Световно първенство по борба 2011     | 6     | Мехди Тагави (Иран) Тацухиро Йонемицу (Япония) Джабрил Хасанов (Азербайджан) Ливан Лопес (Куба) Леонид Базан (България) Адам Батиров (Русия) |
| Първенство на Африка и Океания        | 2     | Абду Омар (Египет) Хатем Аяч (Тунис) |
| Първенство на Америка                 | 2     | Хайслан Гарсия (Канада) Брент Маткалф (САЩ)                                                                                                  |
| Първенство на Азия                    | 2     | Иктиор Наврузов (Узбекистан) Акзурек Танатаров (Казахстан)                                                                                   |
| Първенство на Европа                  | 2     | Али Шабанау (Беларус) Давид Сафарян (Армения)                                                                                                |
| Първи световен квалификационен турнир | 3     | Сишил Кумар (Индия) Отар Тушишвили (Грузия) Андрий Квятковски (Украйна)                                                                      |
| Втори световен квалификационен турнир | 2     | Залимкан Юсупов (Таджикистан) Рамазан Шахин (Турция)                                                                                         |
| Поканени / Страна домакин             |       | --- |
| Общо                                  | 19    | |

#### 74 кг.
| Състезание                            | Квоти | Класирани |
| ------------------------------------- | ----- | --- |
| Световно първенство по борба 2011     | 6     | Джордан Бъроуз (САЩ) Садех Гударзи (Иран) Ашраф Алиев (Азербайджан) Давид Куцишвили (Грузия) Рикардо Роберти (Венецуела) Абдулхаким Шапиев (Казахстан) |
| Първенство на Африка и Океания        | 2     | Аугусто Мидано (Гвинея-Бисау) Билял Оуечтати (Тунис)                                                                                                   |
| Първенство на Америка                 | 2     | Мат Гентри (Канада) Франсиско Солер (Пуерто Рико) |
| Първенство на Азия                    | 2     | Рашид Курбанов (Узбекистан) Сосуке Такатани (Япония)                                                                                                   |
| Първенство на Европа                  | 2     | Адам Сайтиев (Русия) Кирил Терзиев (България) |
| Първи световен квалификационен турнир | 3     | Пюревжавян Онорбат (Монголия) Габор Хатош (Унгария) Жанг Чонгяо (Китай)                                                                                |
| Втори световен квалификационен турнир | 2     | Нарсинг Панчам Ядав (Индия) Олег Мотсалин (Гърция) |
| Поканени / Страна домакин             |       | --- |
| Общо                                  | 19    | |

#### 84 кг.
| Състезание                            | Квоти | Класирани |
| ------------------------------------- | ----- | --- |
| Световно първенство по борба 2011     | 6     | Шариф Шарифов (Азербайджан) Ибрахим Алдатов (Украйна) Дато Марсагишвили (Грузия) Алберт Сарифов (Русия) Армандс Звирбулис (Латвия) Каел Сандерсон (САЩ) |
| Първенство на Африка и Океания        | 2     | Ахмед Милиги (Египет) Андрю Адибо Дик (Нигерия) |
| Първенство на Америка                 | 2     | Умберто Аренчибиа (Куба) Хайме Еспинал (Пуерто Рико) |
| Първенство на Азия                    | 2     | Есхан Лашгари (Иран) Заурбек Сокхиев (Узбекистан) |
| Първенство на Европа                  | 2     | Гаджимурад Нурмагомедов (Армения) Ибрахим Болюкбаши (Турция)                                                                                            |
| Първи световен квалификационен турнир | 3     | Хосе Даниел Диас (Венецуела) Сослан Гатзиев (Беларус) Ермек Байдуашев (Казахстан)                                                                       |
| Втори световен квалификационен турнир | 2     | Юсуп Абдусаломов (Таджикистан) Оргодолян Уйтумен (Монголия)                                                                                             |
| Поканени / Страна домакин             |       | --- |
| Общо                                  | 19    | |

#### 96 кг.
| Състезание                            | Квоти | Класирани |
| ------------------------------------- | ----- | --- |
| Световно първенство по борба 2011     | 6     | Реза Яздани (Иран) Серхат Балчъ (Турция) Руслан Шейхау (Беларус) Джейк Варнър (САЩ) Синиви Болтик (Нигерия) Теймураз Тигиев (Казахстан) |
| Първенство на Африка и Океания        | 2     | |
| Първенство на Америка                 | 2     | |
| Първенство на Азия                    | 2     | |
| Първенство на Европа                  | 2     | |
| Първи световен квалификационен турнир | 3     | |
| Втори световен квалификационен турнир | 2     | |
| Поканени / Страна домакин             | +     | |
| Общо                                  | 19+   | |

#### 120 кг.
| Състезание                            | Квоти | Класирани |
| ------------------------------------- | ----- | --- |
| Световно първенство по борба 2011     | 6     | Алексей Шьомаров (Беларус) Билял Махов (Русия) Джамаладин Магомедов (Азербайджан) Давид Модзманашвили (Грузия) Чулунбат Сайхан (Монголия) Тервел Длагнев (САЩ) |
| Първенство на Африка и Океания        | 2     | |
| Първенство на Америка                 | 2     | |
| Първенство на Азия                    | 2     | |
| Първенство на Европа                  | 2     | |
| Първи световен квалификационен турнир | 3     | |
| Втори световен квалификационен турнир | 2     | |
| Поканени / Страна домакин             | +     | |
| Общо                                  | 19+   | |

### Класически стил мъже

#### 55 кг.
| Състезание                            | Квоти | Класирани |
| ------------------------------------- | ----- | --- |
| Световно първенство по борба 2011     | 6     | Ровшан Байрамов (Азербайджан) Елбек Тажюей (Беларус) Шуцзин Ли (Китай) Бекхан Манкиев (Русия) Петер Модош (Унгария) Вон-Чол Юн (Северна Корея) |
| Първенство на Африка и Океания        | 2     | |
| Първенство на Америка                 | 2     | |
| Първенство на Азия                    | 2     | |
| Първенство на Европа                  | 2     | |
| Първи световен квалификационен турнир | 3     | |
| Втори световен квалификационен турнир | 2     | |
| Поканени / Страна домакин             | +     | |
| Общо                                  | 19+   | |

#### 60 кг.
| Състезание                            | Квоти | Класирани |
| ------------------------------------- | ----- | --- |
| Световно първенство по борба 2011     | 6     | Омид Нороози (Иран) Алмат Кебиспайев (Казахстан) Заур Курамагомедов (Русия) Иво Ангелов (България) Жи-Хюн Юнг (Южна Корея) Луис Лиендо (Венецуела) |
| Първенство на Африка и Океания        | 2     | |
| Първенство на Америка                 | 2     | |
| Първенство на Азия                    | 2     | |
| Първенство на Европа                  | 2     | |
| Първи световен квалификационен турнир | 3     | |
| Втори световен квалификационен турнир | 2     | |
| Поканени / Страна домакин             | +     | |
| Общо                                  | 19+   | |

#### 66 кг.
| Състезание                            | Квоти | Класирани |
| ------------------------------------- | ----- | --- |
| Световно първенство по борба 2011     | 6     | Саид Абдевали (Иран) Манухар Цхадая (Грузия) Хьон-Ву Ким (Южна Корея) Педро Исак (Куба) Франк Щаблер (Германия) Джъстин Лестър (САЩ) |
| Първенство на Африка и Океания        | 2     | |
| Първенство на Америка                 | 2     | |
| Първенство на Азия                    | 2     | |
| Първенство на Европа                  | 2     | |
| Първи световен квалификационен турнир | 3     | |
| Втори световен квалификационен турнир | 2     | |
| Поканени / Страна домакин             | +     | |
| Общо                                  | 19+   | |

#### 74 кг.
| Състезание                            | Квоти | Класирани |
| ------------------------------------- | ----- | --- |
| Световно първенство по борба 2011     | 6     | Роман Влашов (Русия) Селчук Джеби (Турция) Невен Жугай (Хърватия) Арсен Юлфалакян (Армения) Роберт Розенгрен (Швеция) Ашхат Дилмухамедов (Казахстан) |
| Първенство на Африка и Океания        | 2     | |
| Първенство на Америка                 | 2     | |
| Първенство на Азия                    | 2     | |
| Първенство на Европа                  | 2     | |
| Първи световен квалификационен турнир | 3     | |
| Втори световен квалификационен турнир | 2     | |
| Поканени / Страна домакин             | +     | |
| Общо                                  | 19+   | |

#### 84 кг.
| Състезание                            | Квоти | Класирани |
| ------------------------------------- | ----- | --- |
| Световно първенство по борба 2011     | 6     | Алим Селимов (Беларус) Дамян Яниковски (Полша) Назми Авлука (Турция) Рами Хиетаниеми (Финландия) Алан Хугаев (Русия) Саман Тахмасеби (Азербайджан) |
| Първенство на Африка и Океания        | 2     | |
| Първенство на Америка                 | 2     | |
| Първенство на Азия                    | 2     | |
| Първенство на Европа                  | 2     | |
| Първи световен квалификационен турнир | 3     | |
| Втори световен квалификационен турнир | 2     | |
| Поканени / Страна домакин             | +     | |
| Общо                                  | 19+   | |

#### 96 кг.
| Състезание                            | Квоти | Класирани |
| ------------------------------------- | ----- | --- |
| Световно първенство по борба 2011     | 6     | Елис Гури (България) Джими Лидберг (Швеция) Рустам Тотров (Русия) Дженк Илдем (Турция) Мохамед Абделфатах (Египет) Цимафей Дзейниченка (Беларус) |
| Първенство на Африка и Океания        | 2     | |
| Първенство на Америка                 | 2     | |
| Първенство на Азия                    | 2     | |
| Първенство на Европа                  | 2     | |
| Първи световен квалификационен турнир | 3     | |
| Втори световен квалификационен турнир | 2     | |
| Поканени / Страна домакин             | +     | |
| Общо                                  | 19+   | |

#### 120 кг.
| Състезание                            | Квоти | Класирани |
| ------------------------------------- | ----- | --- |
| Световно първенство по борба 2011     | 6     | Риза Каяалп (Турция) Лопес Нунес (Куба) Нурамхан Тиналиев (Казахстан) Башир Бабаджанзадех (Иран) Михай Деак-Бардош (Унгария) Лукаш Банак (Полша) |
| Първенство на Африка и Океания        | 2     | |
| Първенство на Америка                 | 2     | |
| Първенство на Азия                    | 2     | |
| Първенство на Европа                  | 2     | |
| Първи световен квалификационен турнир | 3     | |
| Втори световен квалификационен турнир | 2     | |
| Поканени / Страна домакин             | +     | |
| Общо                                  | 19+   | |

### Свободен стил жени

#### 48 кг.
| Състезание                            | Квоти | Класирани |
| ------------------------------------- | ----- | --- |
| Световно първенство по борба 2011     | 6     | Хитоми Сакамото (Япония) Мария Стадник (Азербайджан) Шаша Чжао (Китай) Юлдуз Есхимова (Казахстан) Керъл Хюн (Канада) Каролина Кастийо (Колумбия) |
| Първенство на Африка и Океания        | 2     | |
| Първенство на Америка                 | 2     | |
| Първенство на Азия                    | 2     | |
| Първенство на Европа                  | 2     | |
| Първи световен квалификационен турнир | 2     | |
| Втори световен квалификационен турнир | 2     | |
| Поканени / Страна домакин             | +     | |
| Общо                                  | 18+   | |

#### 55 кг.
| Състезание                            | Квоти | Класирани |
| ------------------------------------- | ----- | --- |
| Световно първенство по борба 2011     | 6     | Саори Йошида (Япония) Тоня Фербеек (Канада) Татяна Лазарева (Украйна) Ида Нерел (Швеция) Мария Гурова (Русия) Хелън Марулис (САЩ) |
| Първенство на Африка и Океания        | 2     | |
| Първенство на Америка                 | 2     | |
| Първенство на Азия                    | 2     | |
| Първенство на Европа                  | 2     | |
| Първи световен квалификационен турнир | 2     | |
| Втори световен квалификационен турнир | 2     | |
| Поканени / Страна домакин             | +     | |
| Общо                                  | 18+   | |

#### 63 кг.
| Състезание                            | Квоти | Класирани |
| ------------------------------------- | ----- | --- |
| Световно първенство по борба 2011     | 6     | Мариана Шащин (Унгария) Каори Ичо (Япония) Насанбурма Очинбат (Монголия) Жуйсюе Цзин (Китай) Ран-Ми Ким (Северна Корея) Елена Пирожкова (САЩ) |
| Първенство на Африка и Океания        | 2     | |
| Първенство на Америка                 | 2     | |
| Първенство на Азия                    | 2     | |
| Първенство на Европа                  | 2     | |
| Първи световен квалификационен турнир | 2     | |
| Втори световен квалификационен турнир | 2     | |
| Поканени / Страна домакин             | +     | |
| Общо                                  | 18+   | |

#### 72 кг.
| Състезание                            | Квоти | Класирани |
| ------------------------------------- | ----- | --- |
| Световно първенство по борба 2011     | 6     | Станка Златева (България) Екатерина Букина (Русия) Али Бернард (САЩ) Василиса Марзалюк (Беларус) Гюзел Манюрова (Казахстан) Анабел Али (Камерун) |
| Първенство на Африка и Океания        | 2     | |
| Първенство на Америка                 | 2     | |
| Първенство на Азия                    | 2     | |
| Първенство на Европа                  | 2     | |
| Първи световен квалификационен турнир | 2     | |
| Втори световен квалификационен турнир | 2     | |
| Поканени / Страна домакин             | +     | |
| Общо                                  | 18+   | |